# Kawasaki (Fukuoka)
Kawasaki (jap. 川崎町, -machi) ist eine Gemeinde im Landkreis Tagawa in der Präfektur Fukuoka, Japan.
Die Gemeinde Kawasaki hat etwa 15.134 Einwohner (Stand: 1. September 2020). Die Fläche beträgt 36,12 km² und die Einwohnerdichte ist etwa 457 Personen pro km².

## Angrenzende Städte und Gemeinden
- Tagawa
- Kama
- Ōtō
- Soeda